# Lexikalisering
För lexikalisering inom datalogi, se lexikalanalys
Lexikalisering av ett ord, oftast morfologiskt komplext, alltså deriverat, har fått en plats i språkets ordförråd. I svenskan är till exempel det potentiella antalet sammansatta ord i princip oändligt, men långt ifrån alla finns kodifierade i lexika. Där finns till exempel vinterbadare, men inte sommarbadare, frimärkssamlare, men inte morotsätare. Det är den utomspråkliga verkligheten och de behov denna framkallar hos språkanvändarna som styr lexikaliseringen. Ibland hittar man ändå på ovanliga bildningar, men dessa får inget fäste. Den lingvistiska termen för sådana tillfälliga ord är ockasionalismer.
Lexikalisering används också för att beteckna den idiomatisering som ofta äger rum i komplexa ord. Detta innebär att ordets betydelse inte lätt kan utläsas ur de ingående morfemens betydelse.
Slutligen används lexikalisering som en språkhistorisk term, nämligen om ord, i vilka morfemgränserna med tiden har utplånats. De förefaller alltså oderiverade, men är historiskt sett deriverade.